# Максимовка (Бєлгородська область)
Максимовка — село в Шебекінському районі Бєлгородської області.

## Географія
Село Максимовка знаходиться на лівому березі річки Нежеголек, за 5 кілометрів від його впадання в Нежеголь. Нижче за течією знаходяться села Червона Дібрівка та Більшетроїцьке, вище за течією — хутори Крєпацький та Шемраївка.
Через село проходить автотраса Шебекіно — Волоконівка. Також з Максимовки йдуть асфальтовані дороги в Мєшкове і Шемраївку.

## Історія
Село було засноване на початку 1700-х років як хутір Маклаков (Максимов). 1720 року перейменовано на хутір Максимовка. З 1740 року населений пункт входив у Новооскольський повіт Курської губернії.
Наприкінці XIX століття найбільшою поміщицею Максимовки була Добриниха. Коли 1905 року вона покликала козаків для охорони своєї садиби, у козаків сталися сутички з місцевими селянами, після чого поміщиця вирішила розпродати свої землі. 1910 року частину земель у Максимовці разом із винокурним заводом придбав поміщик Дихів, пізніше він перепродав землі поміщику Квакову.
До 1917 року у Максимовці налічувалося близько 300 дворів, населення становило близько 2000 осіб. Після революції багато селян поїхали з Максимовки на роботу до міст.
У березні 1927 року в селі було створено сільськогосподарську артіль ім. Дзержинського. 1929 року було організовано колгосп «Победа» (рос. Перемога), 1930 — колгосп «Ответ вредителям» (рос. Відповідь шкідникам). До початку 1931 року два колгоспи об'єдналися в один, названий «Комсомолець».
У 1930-ті роки деякі жителі Максимовки були розкуркулені. Багато максимовців загинули в голод 1933—1934 років.
Початкова школа відкрилася в Максимовці в 1919 році, а в 1932 році було розпочато будівництво нової будівлі семирічної школи. Для будівництва привозили дерево із сусідніх сіл, а також розбирали хати розкуркулених селян.
У перші дні Німецько-радянської війни багато жителів села пішли на фронт. З 836 людей, що пішли на фронт, повернулися 550 осіб. 1942 року Максимовку було окуповано. Німецьку владу в селі представляли староста Дем'ян Анісімович Коржов та поліцай Петро Павлович Леонов. Максимовку було звільнено радянськими військами у 1943 році.
1946 року посуха призвела до ще одного голоду.
Наприкінці 1940-х років у Максимовці працювали фельдшерсько-акушерський пункт, школа та хата-читальня. У 1950 році колгоспи були укрупнені, і «Комсомолець» увійшов до складу колгоспу ім. Андрєєва. 1955 року, після наступного укрупнення, Максимовка увійшла до складу колгоспу «Росія». У 1964 році колгосп був перейменований на «Рассвет» (рос. Світанок).
У 1960-і роки в селі було зведено нову будівлю медпункту (1963), пам'ятник «Солдату-визволителю» (1966), будинок культури на 420 глядацьких місць (1968), зерносклад, свинарники, 14 двоквартирних та 5 чотириквартирних будинків. У 1970-і роки зведено будівлю правління колгоспу, склад насіннєвого матеріалу та теплий гараж для легкових автомобілів. У 1977 році вступила в дію двоповерхова будівля школи на 320 місць. У 1980-і роки були побудовані дитячий садок на 90 місць (1986), лазня (1987), майстерня з ремонту комбайнів, хімічний склад, олійниця, два сіносховища.
У лютому 1992 року колгосп «Світанок» було перетворено на закрите акціонерне товариство, а вся земля розділена на паї. 1993 року в селі почалася газифікація житла.

## Населення
| 2002 | 2010 |
| ---- | ---- |
| 845  | ↗850 |

## Об'єкти соціальної сфери
- Загальноосвітня середня школа
- Дитячий садок
- Фельдшерсько-акушерський пункт
- Будинок культури
- Бібліотека[5]